# Mino De Rossi
Mino De Rossi (Arquata Scrivia, 21 de mayo de 1931-Génova, 7 de enero de 2022) fue un deportista italiano que compitió en ciclismo en las modalidades de pista, especialista en la prueba de persecución por equipos, y ruta.
Participó en los Juegos Olímpicos de Helsinki 1952, obteniendo una medalla de oro en la prueba de persecución por equipos (junto con Guido Messina, Loris Campana y Marino Morettini). Ganó dos medallas en el Campeonato Mundial de Ciclismo en Pista, oro en 1951 y plata en 1952.

## Medallero internacional
| Juegos Olímpicos   | Juegos Olímpicos     | Juegos Olímpicos | Juegos Olímpicos           |
| Año                | Lugar                | Medalla          | Competición                |
| ------------------ | -------------------- | ---------------- | -------------------------- |
| 1952               | Helsinki (Finlandia) | Medalla de oro   | Persecución por equipos    |
| Campeonato Mundial |                      |                  |                            |
| Año                | Lugar                | Medalla          | Competición                |
| 1951               | Milán (Italia)       | Medalla de oro   | Persecución individual (A) |
| 1952               | París (Francia)      | Medalla de plata | Persecución individual (A) |